# 李冲 (唐朝)
李冲（7世纪?—688年），唐朝宗室，唐太宗的孙子，越王李贞的长子，封琅玡王。
李冲好学，勇而有才，累迁博州刺史。688年，黄国公李譔伪造唐睿宗李旦给李冲的诏书，說皇帝已经被武太后软禁，要宗室一起来勤王。李冲也假造唐睿宗李旦给他的诏书，说皇太后要取代李氏江山，建立武氏王朝。然而，在诸王约定共同起兵的时间前，9月16日，李冲在博州（山东聊城）提前起兵，他通知越王李贞、纪王李慎、韩王李元嘉、霍王李元轨和鲁王李灵夔等人，让李唐宗室同时起兵反抗武则天。但只有他父亲李贞起兵。李冲有士卒五千，度黄河至武水，武水县令告急魏州，魏州遣莘县令马玄素领兵先乘城，李冲攻击，趁风积薪焚烧城门，火起风向却反，大家心情沮丧，属下董元寂诵言：“琅琊王与国家战，是造反。”李冲斩杀了他，属下惧怕，于是溃败，只有数十家僮跟着他回博州，9月22日，被当关为百姓孟青棒、吴希智所杀。武则天命丘神勣为清平道大总管讨伐，兵未至，李冲已死，起兵七日而败。丘神勣到博州后，官吏素服来迎，丘神勣挥刃尽杀之，破千余家，以此加官为左金吾卫大将军。武则天制削李贞及李冲父子之属籍，改姓虺氏。李冲二弟：李茜、李温。李茜，常山公，坐死。李温以前告发，流放岭南。神龙元年（705年），唐中宗恢复了李贞的李姓和族籍，开元五年（716年），唐玄宗将李贞、李冲重新改葬。

## 传記資料
- 《旧唐書》卷六十四·列传第十四·越王贞传
- 《新唐書》卷七十九·列传第四·越王贞传